# Велко Йеленкович
Велко Йеленкович (на сръбски: Вељко Јеленковић) е сръбски футболист, който играе на поста централен защитник. Състезател на „Славия“.

## Кариера
На 7 януари 2023 г. Йеленкович е обявен за ново попълнение на „Славия“. Дебютира на 13 февруари при победата с 2:0 като домакин на „Пирин“ (Благоевград).

## Национална кариера
На 24 октомври 2019 г. Велко дебютира в официален мач за националния отбор на Сърбия до 17 г., при загубата с 1:2 като домакин на националния отбор на Латвия до 17 г., в среща от квалификациите за Европейското първенство по футбол за юноши до 17 години през 2020 г.

## Семейство
Велко е син на бившия защитник на „Литекс“ Небойша Йеленкович.